# Ropica vittata
Ropica vittata là một loài bọ cánh cứng trong họ Cerambycidae.